# Fissidens javanicus
Fissidens javanicus là một loài Rêu trong họ Fissidentaceae. Loài này được Dozy & Molk. mô tả khoa học đầu tiên năm 1855.